# Valkyrie Profile
Pour les articles homonymes, voir Valkyrie (homonymie).
Valkyrie Profile (ヴァルキリープロファイル, Varukiri Purofairu) est un jeu vidéo sorti sur PlayStation en 1999. Ce jeu de rôle a été développé par tri-Ace et édité par Enix au Japon et SCEA aux États-Unis. Il se situe dans l'univers des légendes scandinaves et germaniques. Le personnage principal est une déesse, Lenneth Valkyrie, qui doit former une troupe de puissants guerriers avant que ne survienne le Ragnarök.
L'éditeur, devenu Square Enix, a sorti en septembre 2007 une suite sur PlayStation 2 (en 2006 au Japon), Valkyrie Profile: Silmeria, et a réédité en avril 2007 (février 2006 pour le Japon) le premier épisode sur PlayStation Portable, sous le nom de Valkyrie Profile: Lenneth.
Plusieurs mangas dérivés de ce jeu et de ses suites sont parus dès 1999.

## Synopsis
Dans une cité misérable, une jeune fille du nom de Platina fuit sa maison avec son amour d'enfance Lucian juste après avoir découvert que ses parents viennent de la vendre comme esclave. Les deux amoureux disparaissent à travers les montagnes obscures et atteignent un pré aux fleurs empoisonnées. La jeune fille meurt au milieu des lys odorants avec l'esprit embué de tous ses mauvais souvenirs. Le jeune garçon tient l'amour de sa vie dans ses bras alors qu'elle trépasse.
Des années plus tard, Asgard, le royaume des dieux, se trouve embourbé dans une lutte éternelle entre les Ases bienveillants et les Vanes démoniaques. Voyant la fin du monde approcher, Odin, seigneur d'Asgard, invoque la Valkyrie Lenneth à ses côtés. En se recueillant auprès des âmes courageuses au moment de leur mort, Lenneth doit convaincre ces combattants de la rejoindre pour la bataille ultime contre le mal. Lenneth doit, très vite, entraîner et commander une armée de soldats morts en vue du combat final contre Surt, le leader des Vanes.
Mais qui est donc Lenneth, et pourquoi ressemble-t-elle à une jeune fille à la chevelure argentée qui mourut tragiquement il y a plusieurs années ?

## Personnages
Le jeu propose d'incarner la valkyrie Lenneth. De nombreux autres personnages interviennent comme les dieux du Valhalla mais surtout les Einherjars recrutés par Lenneth. Voici une liste de l'ensemble des personnages :
- Lenneth : Une des trois sœurs qui gouvernent le destin (avec Hrist et Silmeria). Dans Valkyrie Profile premier du nom, c'est elle qui est réveillée et incarnée dans le corps de la Valkyrie par Freya. Odin la charge d'aller sur Midgard (le monde des humains) afin de récupérer des âmes de guerriers mourants (les Einherjars) afin de les ramener au Valhalla pour qu'ils aident les Ases pendant le Ragnarok ;
- Freya : Déesse de l'amour. C'est elle qui a réveillé Lenneth sur ordre d'Odin. Au début du jeu, elle accompagne Lenneth afin de lui expliquer sa mission et de l'aider pour un moment ;
- Odin : Seigneur des Ases.

## Système de jeu
Suivant les actions du joueur pendant le jeu (et suivant le niveau de difficulté choisit au départ), il est possible d'obtenir 3 fins différentes nommées A, B et C dans le jeu.
Le jeu est découpé en 8 chapitres, eux-mêmes découpés en périodes. Entre chaque chapitre, Freya reçoit Lenneth au Valhalla pour faire le bilan du chapitre. Enfin, à la fin des 8 chapitres, c'est le début de Ragnarok.
Lors de l'interlude entre chaque chapitre, Freya commence par montrer à Lenneth les niveaux des différentes forces armées en Asgard : les Aesirs, les Vanirs et d'autres forces. Ensuite, elle propose de voir le statut de tous les Einherjar envoyés jusqu'à maintenant. Elle commente alors le travail de Lenneth, ce qu'elle dit à ce moment dépend de la qualité du ou des Einherjar envoyé(s). Ensuite, elle récompense le travail de Lenneth par des points de matérialisation (en anglais : materialize points) et elle lui donne de la part d'Odin des Artefacts. La qualité et le nombre d'objets donnés par Odin dépend de la statistique Evaluation de la valkyrie. Enfin, elle donne les caractéristiques du ou des prochain(s) Einherjar(s) à envoyer.

## Musique
La musique du jeu est composée par Motoi Sakuraba.

## Accueil
Valkyrie Profile s'est écoulé à 636 000 exemplaires au Japon et à 73 000 dans le reste du monde, pour un total de 709 000 unités.
Il est classé « 81e meilleur jeu de tous les temps » selon le site français Jeuxvideo.com.